# Lavandula
Chi Oải hương (tên khoa học Lavandula), hay lavender, là một chi thực vật có hoa gồm khoảng 47 loài thực vật được ghi nhận thuộc họ Hoa môi (Lamiaceae).

## Mô tả
Cây oải hương là loại cây bụi thường niên có mùi thơm nồng, xuất xứ từ cựu thế giới, vùng Địa Trung Hải, Bắc và Đông Phi, Tây Nam Á và cả ở Đông Nam Ấn Độ. Tên khoa học Lavendula, bắt nguồn từ tiếng Latinh lavare, có nghĩa là rửa.
Loại được trồng trọt nhiều nhất là Lavandula angustifolia, còn gọi là oải hương thực. chính hiệu (true lavender).

## Loài
Chi Lavandula gồm các loài:

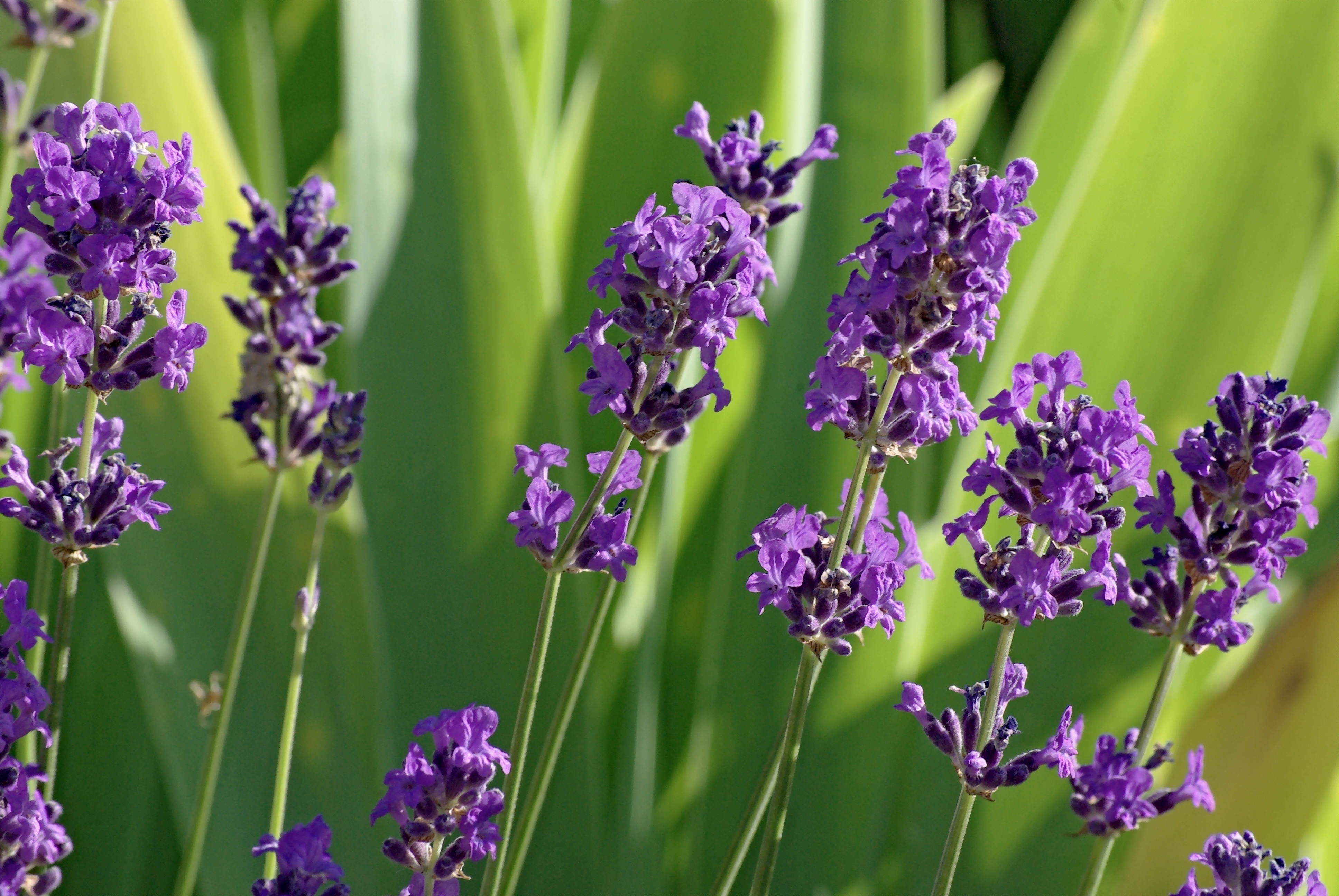
Oải hương thực, Lavandula angustifolia

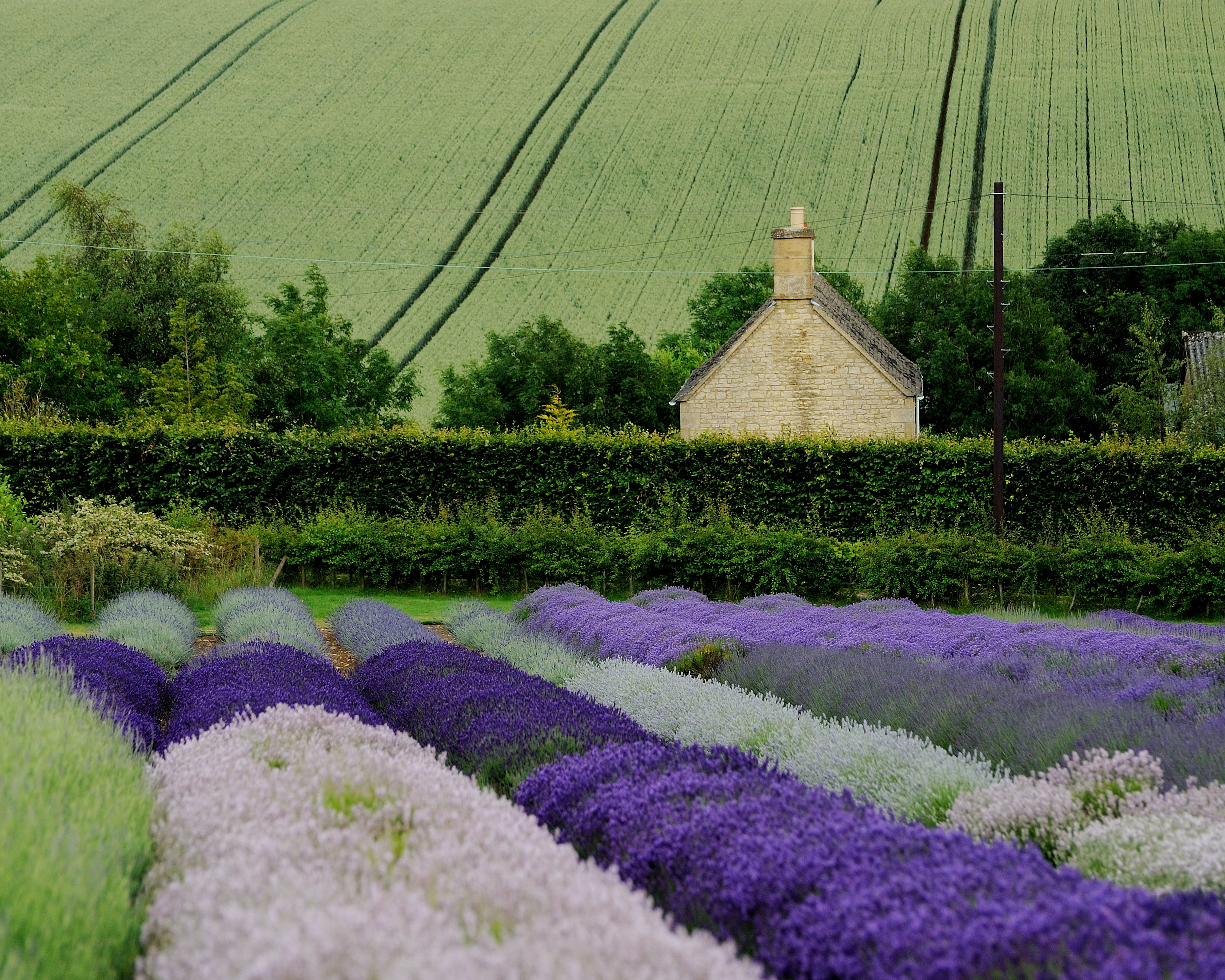
Một số giống hoa oải hương ở gần Snowshill thuộc hạt Gloucestershire, Anh.

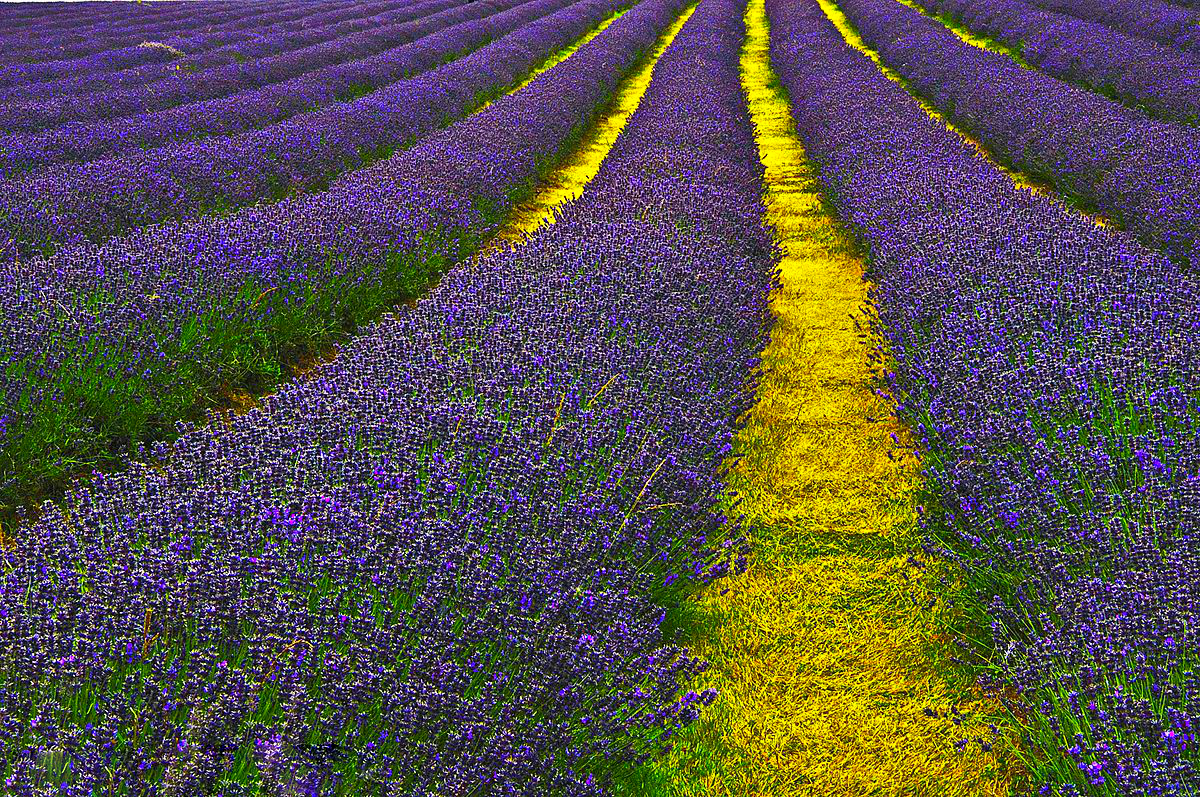
Cánh đồng hoa oải hương tại Carshalton, khu vực ngoại ô Khu Sutton của Luân Đôn, Anh.

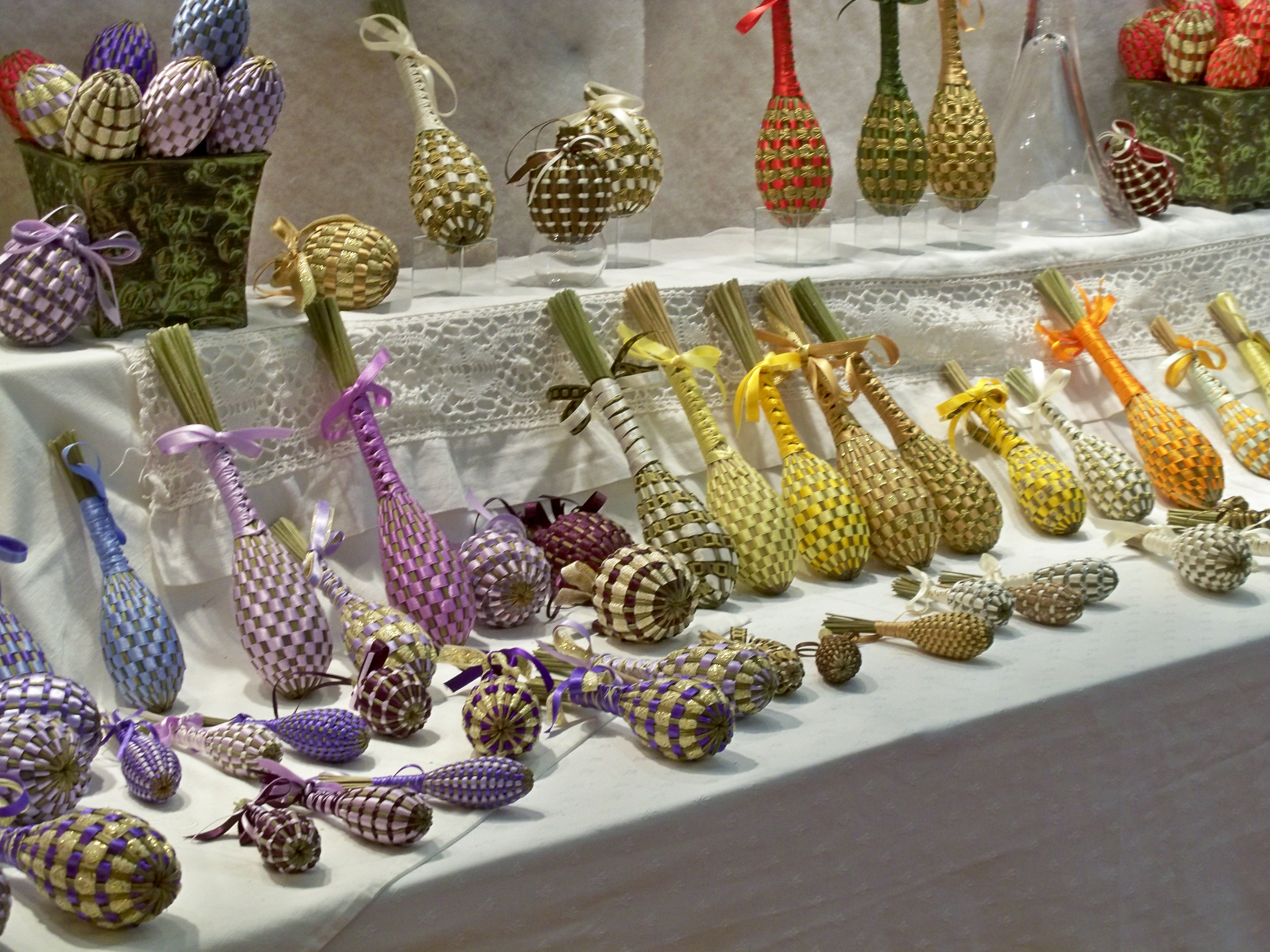
Chùm hoa oải hương để trưng bán, nhằm đẩy lùi côn trùng

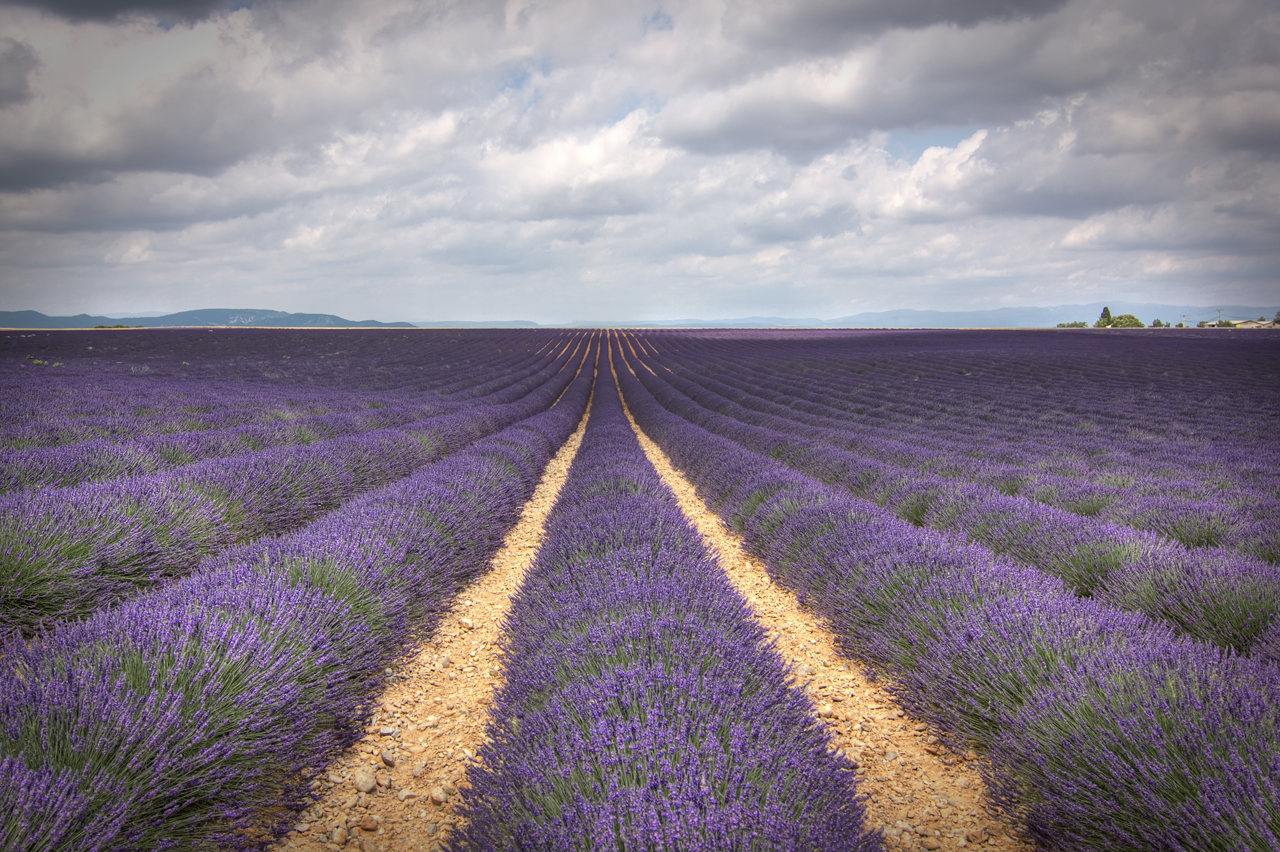
Tại Provence, Pháp

| I. Phân chi lavendula" Upson & S.Andrews subgen. nov. i. Phần Lavandula (3 loài) - Lavandula angustifolia Mill. phân loài angustifolia từ Catalonia và Pyrenees. phân loài pyrenaica từ phía đông nam nước Pháp và các khu vực lân cận của Ý. - Lavandula latifolia Medik – nguồn gốc từ Trung và Đông Tây Ban Nha, miền nam nước Pháp, miền bắc Ý. - Lavandula lanata Boiss. – nguồn gốc từ miền nam Tây Ban Nha. Hybrids (Lai giống) - Lavandula × chaytorae Upson & S. Andrews nothosp. nov. (L. angustifolia phân loài angustifolia × L. lanata) - Lavandula × intermedia Emeric ex Loisel. (L. angustifolia phân loài angustifolia × L. latifolia) ii. Phần Dentatae Suarez-Cerv. & Seoane-Camba (1 loài) - Lavandula dentata L. từ Đông Tây Ban Nha, miền bắc Algeria và Morocco, phía tây nam Morocco. var. dentata (rosea, albiflora), candicans (persicina) [Batt.] iii. Phần Stoechas Ging. (3 loài) - Lavandula stoechas L. phân loài stoechas chủ yếu là các khu vực ven biển miền đông Tây Ban Nha, miền nam nước Pháp, Tây Ý, Hy Lạp, Bulgaria, Địa Trung Hải, Thổ Nhĩ Kỳ, bờ biển Levantine, và hầu hết các đảo Địa Trung Hải. subspp. luisieri nguồn gốc ven biển và nội địa Bồ Đào Nha và Tây Ban Nha liền kề. - Lavandula pedunculata Mill.(Cav.) phân loài pedunculata – Tây Ban Nha và Bồ Đào Nha. phân loài cariensis – từ tây Thổ Nhĩ Kỳ và miền nam Bulgaria. phân loài atlantica – từ các vùng cao Ma-rốc. phân loài lusitanica – miền nam Bồ Đào Nha và Tây Nam Tây Ban Nha. phân loài sampaiana – từ Bồ Đào Nha và tây nam Tây Ban Nha. - Lavandula viridis L'Her. – nguồn gốc từ phía tây nam Tây Ban Nha, miền nam Bồ Đào Nha, và có thể cũng đến Madeira. Intersectional hybrids (Dentatae and Lavendula) - Lavandula × heterophylla Viv. (L. dentata × L. latifolia) - Lavandula × allardii - Lavandula × ginginsii Upson & S. Andrews nothosp. nov. (L. dentata × L. lanata) II. Phân chi Fabricia (Adams.) Upson & S. Andrews, comb.nov. iv. Section Pterostoechas Ging. (16 loài) - Lavandula multifida L. –có nguồn gốc ở một phạm vi rộng bao gồm Morocco, miền nam Bồ Đào Nha và Tây Ban Nha, miền bắc Algeria, Tunisia, Tripolitania, Calabria và Sicily, với một số lượng bị cô lập trong thung lũng sông Nile. - Lavandula canariensis Mill., từ Quần đảo Canaria. phân loài palmensis – từ La Palma. phân loài hierrensis – từ El Hierro. phân loài canariensis – từ Tenerife. phân loài canariae – từ Gran Canaria. phân loài fuerteventurae – từ Fuerteventura. phân loài gomerensis – từ La Gomera. phân loài lancerottensis – từ Lanzarote. - Lavandula minutolii Bolle – Quần đảo Canaria. phân loài minutolii phân loài tenuipinna - Lavandula bramwellii Upson & S. Andrews – từ Gran Canaria. - Lavandula pinnata L. – Quần đảo Canaria. - Lavandula buchii Webb & Berthel. – Tenerife. - Lavandula rotundifolia Benth. – Cape Verde - Lavandula maroccana Murb. – vùng núi cao Morocco - Lavandula tenuisecta Coss. ex Ball – vùng núi cao Morocco. - Lavandula rejdalii Upson & Jury – Morocco. - Lavandula mairei Humbert – Morocco. - Lavandula coronopifoliaPoir. – có phân bố rộng, từ Cape Verde trên khắp Bắc Phi, phía đông bắc của vùng nhiệt đới châu Phi, Ả Rập đến miền đông Iran. - Lavandula saharica Upson & Jury – miền nam Algeria và các vùng lân cận. - Lavandula antineae Maire – trung tâm khu vực sa mạc Sahara. phân loài antinae phân loài marrana phân loài tibestica - Lavandula pubescens Decne. – từ Ai Cập và Eritrea, Sinai, Israel và Palestine, Jordan, phía tây bán đảo Ả Rập tới Yemen. - Lavandula citriodora A.G. Mill. – Tây Nam bán đảo Ả Rập. Hybrids - Lavandula × christiana Gattef. & Maire (L. pinnata × L. canariensis) v. Section Subnudae Chaytor (10 loài) - Lavandula subnuda Benth. – từ vùng núi của Oman và Các Tiểu Vương Quốc Ả Rập Thống Nhất. - Lavandula macra Baker – miền nam bán đảo Ả Rập và miền bắc Somalia. - Lavandula dhofarensis A.G. Mill. – từ Dhofar ở phía nam Oman. phân loài dhofarensis phân loài ayunensis - Lavandula samhanensis Upson & S. Andrews sp. nov. – Dhofar, Oman. - Lavandula setifera T. Anderson – từ các vùng ven biển của Yemen và Somalia. - Lavandula qishnensis Upson & S. Andrews sp. nov. – miền nam Yemen. - Lavandula nimmoi Benth. – từ Socotra. - Lavandula galgalloensis A.G. Mill. – phía bắc Somalia. - Lavandula aristibracteata A.G. Mill. – phía bắc Somalia. - Lavandula somaliensis Chaytor – phía bắc Somalia. vi. Section Chaetostachys Benth. (2 loài) - Lavandula bipinnata (Roth) Kuntze – từ bán đảo Deccan và trung bắc Ấn Độ. - Lavandula gibsonii J. Graham – Tây Ghats, Ấn Độ. vii. Section Hasikenses Upson & S. Andrews, sect. nov. (2 loài) - Lavandula hasikensis A.G. Mill. – Oman. - Lavandula sublepidota Rech. f. – ở miền nam Iran. III. Phân chi Sabaudia (Buscal. & Muschl.) Upson & S. Andrews, comb. et stat. nov. viii. Section Sabaudia (Buscal. & Muschl.) Upson & S. Andrews, comb. et stat. nov. (2 loài) - Lavandula atriplicifolia Benth. – phía tây bán đảo Ả Rập, Ai Cập. - Lavandula erythraeae (Chiov.) Cufod. – từ Eritrea. |

## Hình ảnh

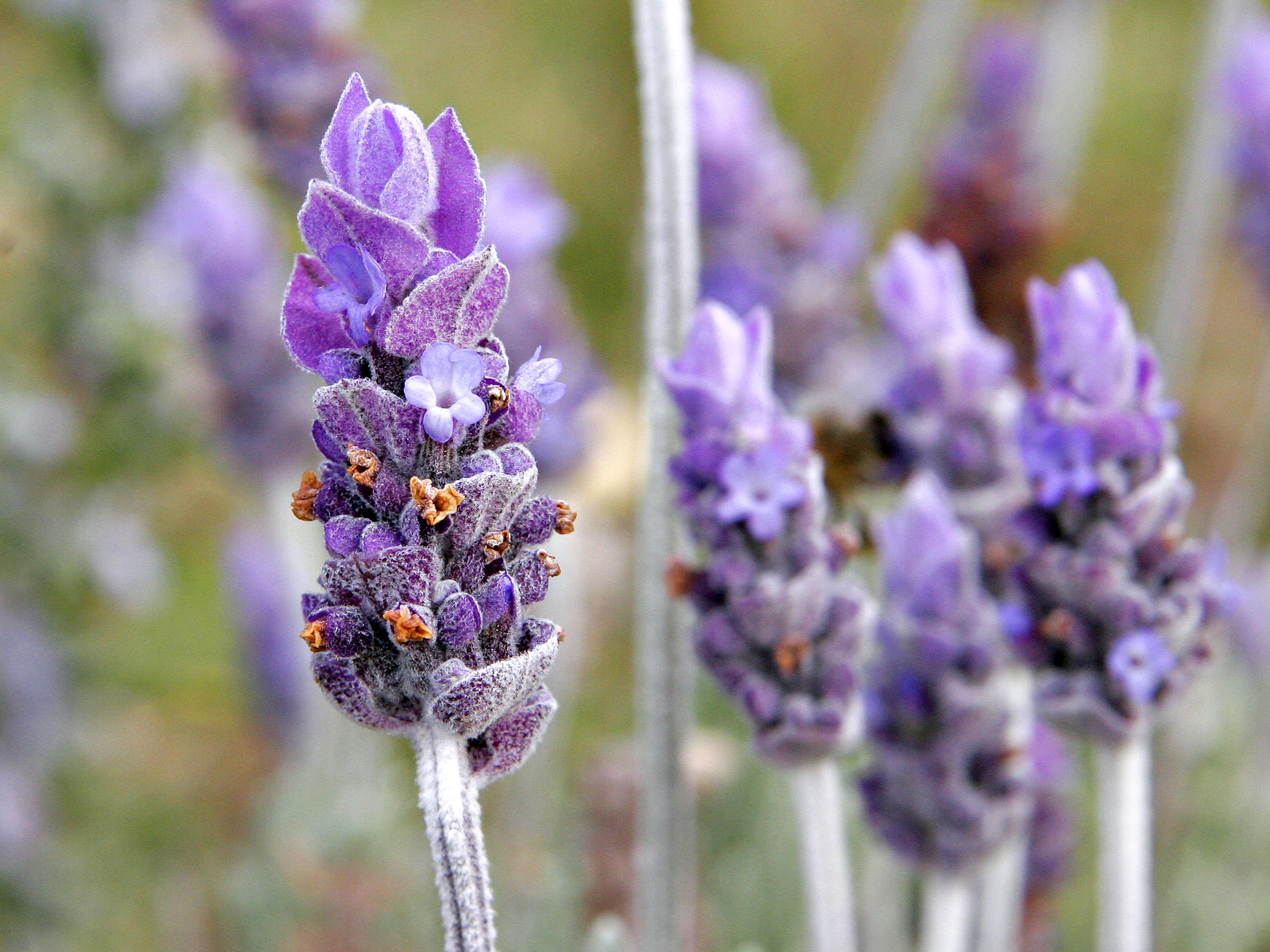
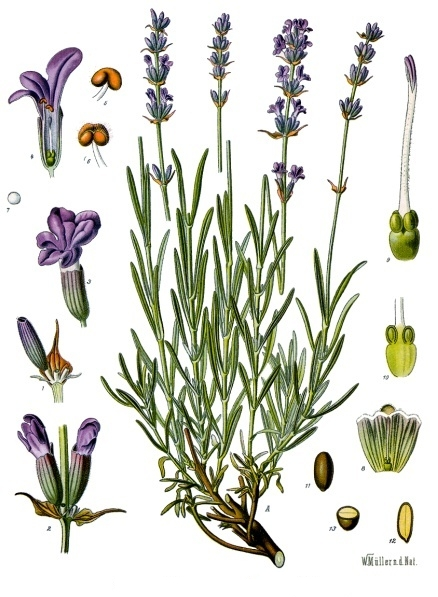
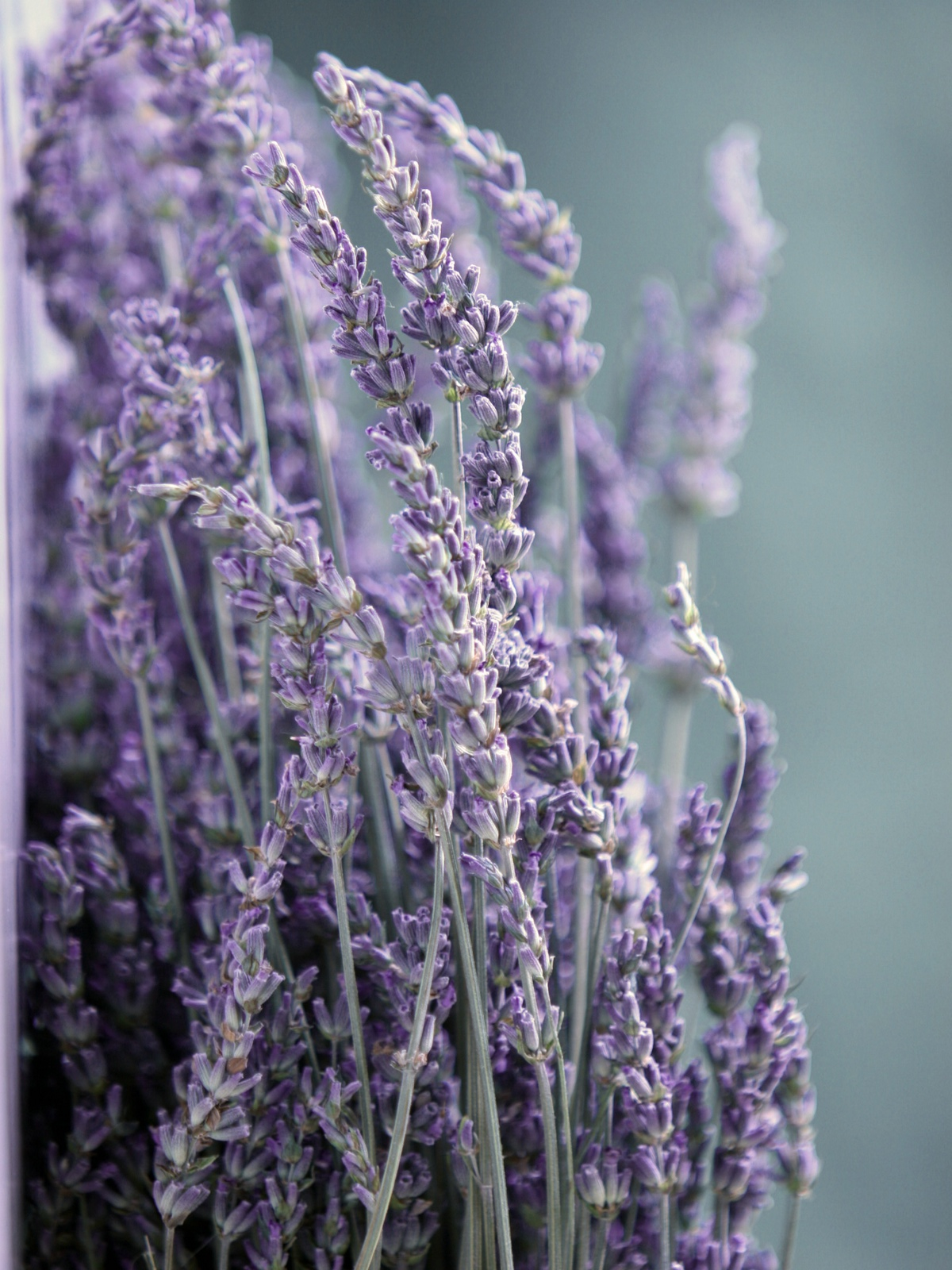
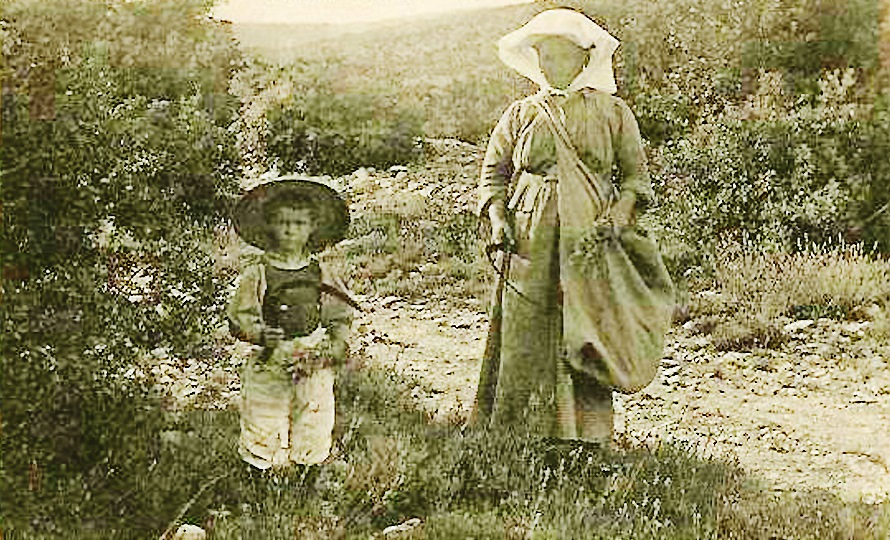
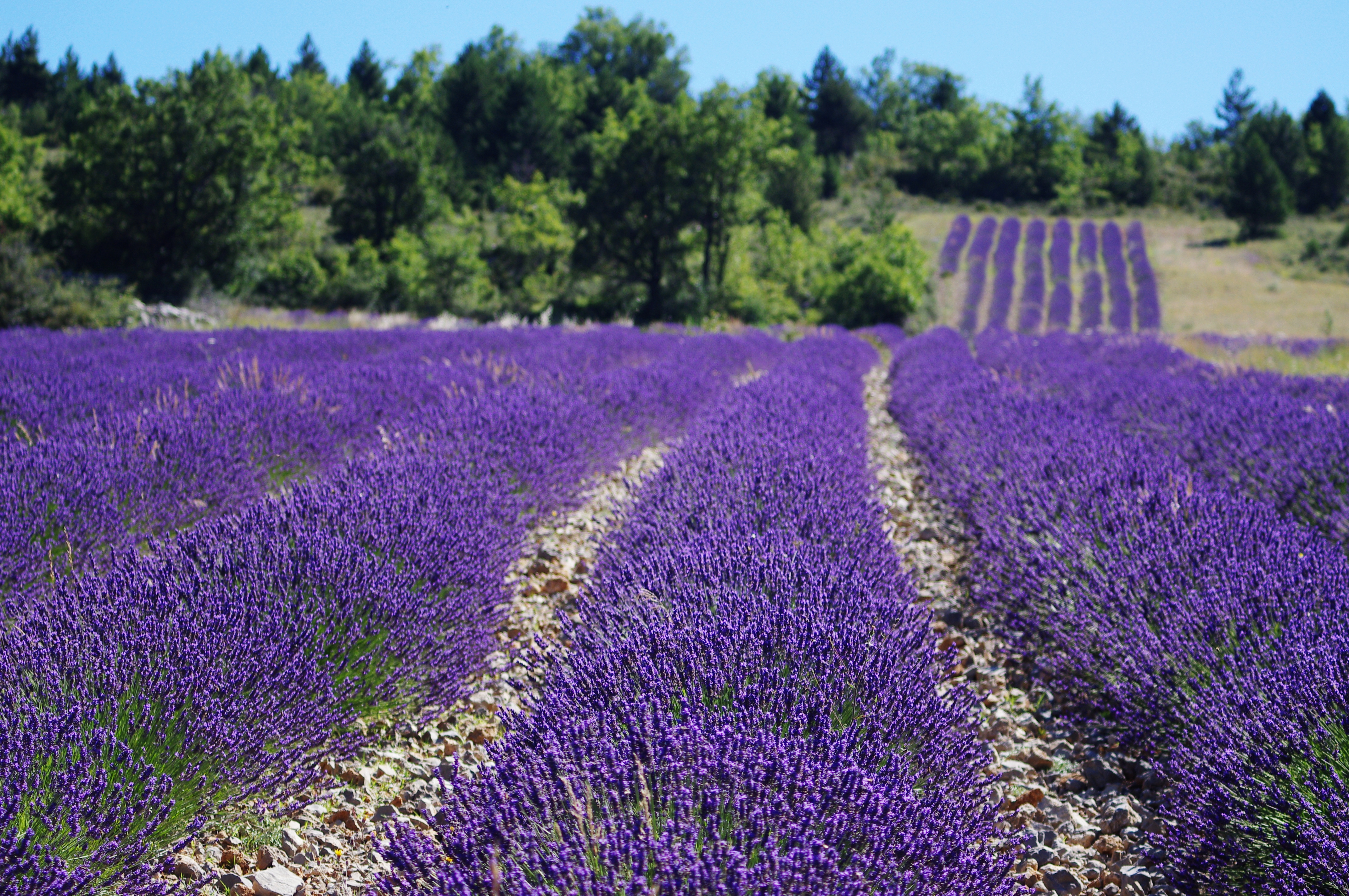
Một cánh đồng hoa oải hương tại Drôme, Pháp
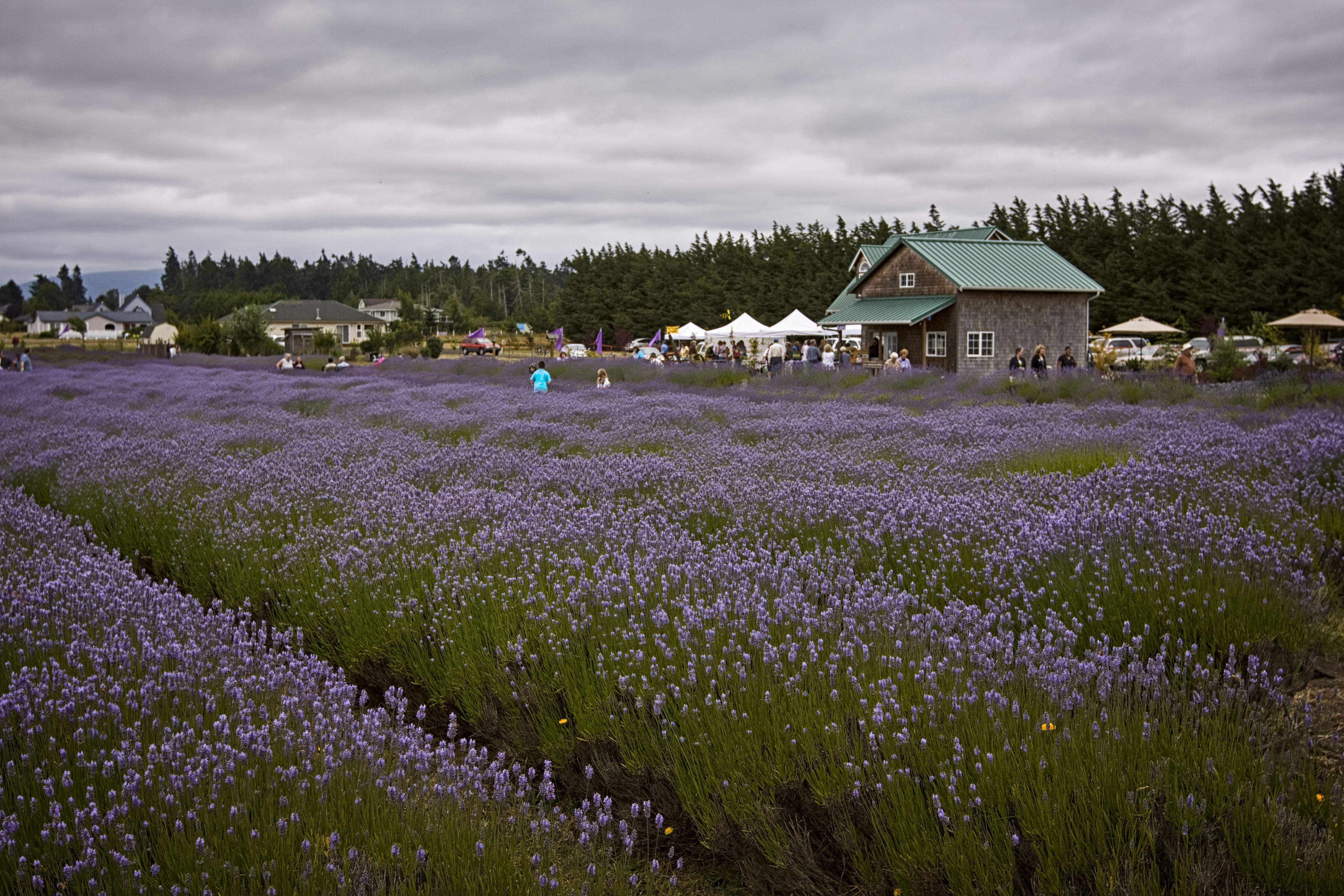
Tại Sequim, Washington
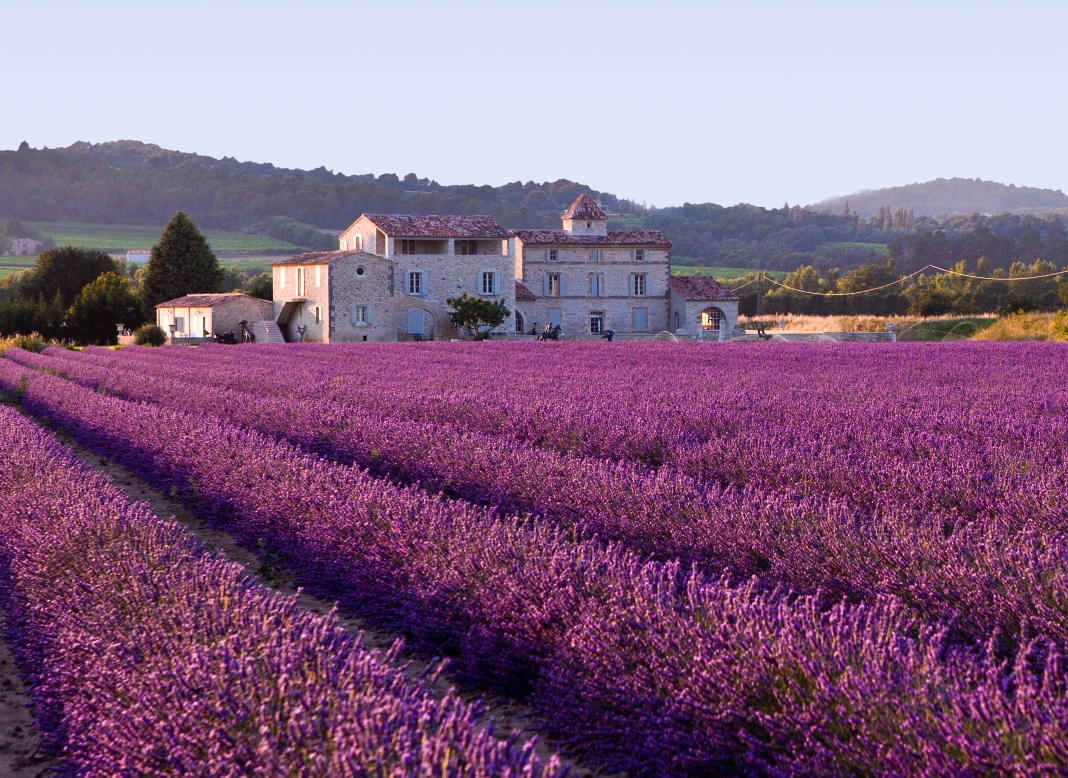
Tại Provence, đông nam nước Pháp
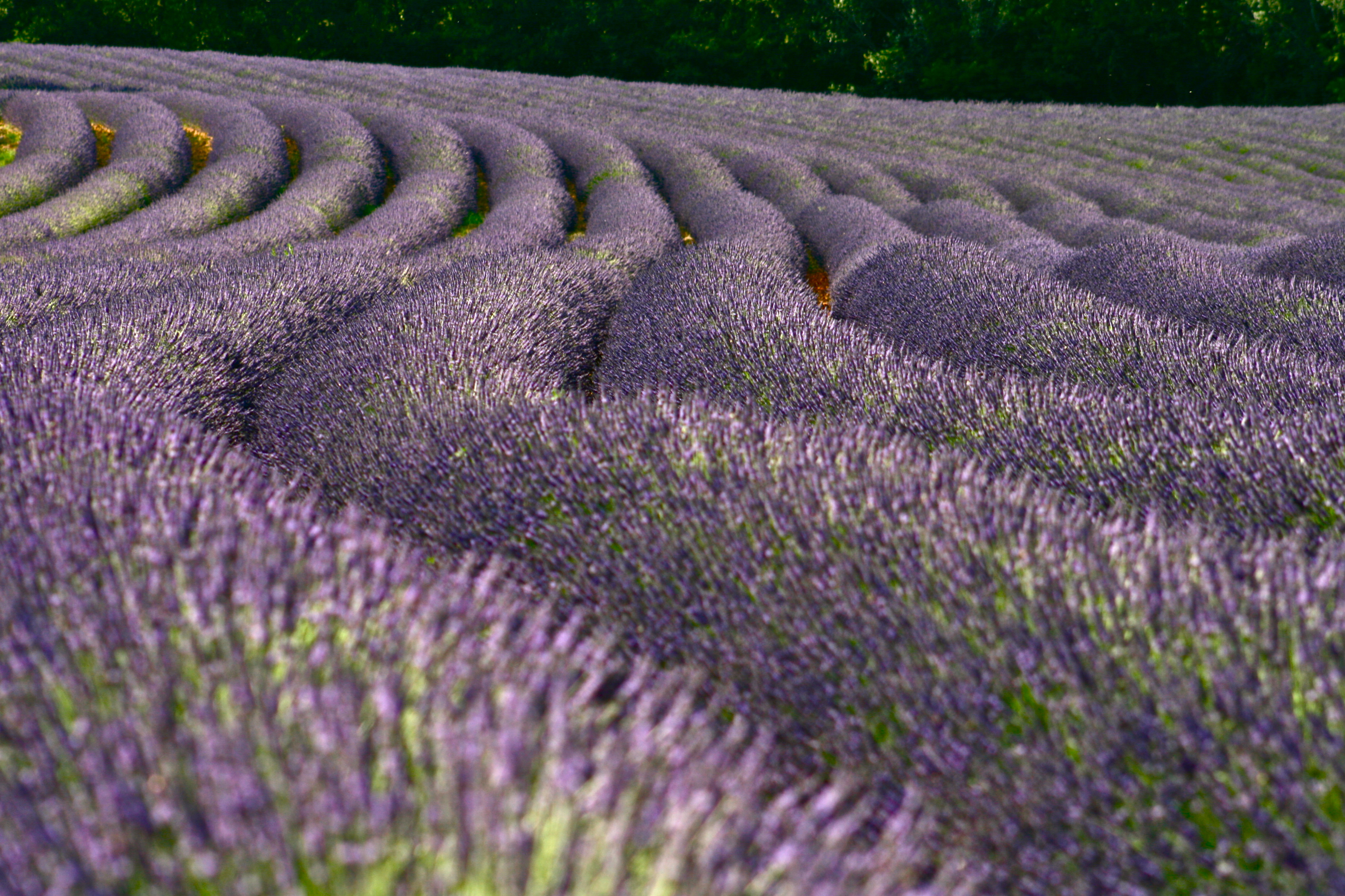